# Tegularia transrhenana
Die Tegularia transrhenana war ein römischer Ziegeleibetrieb (tegularia), der im Limesvorland am Rhein auf germanischer Seite Ziegel herstellte.
Betreiber war das römische Militär. Seine Existenz ist durch Ziegelstempel nachgewiesen. Der Standort konnte aber archäologisch bislang nicht lokalisiert werden. Naturwissenschaftliche Untersuchungen der verwendeten Tone deuten darauf hin, dass die Tegularia transrhenena vielleicht im Kölner oder Neusser Grenzvorland ansässig war. Die Stempel selbst wurden in mehreren Militärlagern sowie in Köln gefunden.